# Ratpenat de ferradura de Peters
El ratpenat de ferradura de Peters (Rhinolophus coelophyllus) és una espècie de ratpenat de la família dels rinolòfids. Viu a Laos, Malàisia, Myanmar i Tailàndia. El seu hàbitat natural són en boscos mixtes de fulles caducifòlies i perennes. No hi ha cap amenaça significativa per a la supervivència d'aquesta espècie.